# HD 219134 b
HD 219134 b (även HR 8832 b, Gliese 892 b) är en av fyra exoplaneter i omloppsbana runt stjärnan Gliese 892. Den upptäcktes 2015 med hjälp av Spitzerteleskopet, och gör den till den närmaste stenplaneten från Jorden räknat.
HD 219134 b befinner sig ungefär 21 ljusår från jorden. Den är 1,6 gånger större än jorden och dess massa är 4,5 gånger jordens. Den befinner sig för nära sin stjärna för att kunna ha liv.

### Fotnoter
1. 1 2 3 4 5  Lähin tunnettu kivinen eksoplaneetta on nyt vain 21 valovuoden päässä, Ursa, 1 augusti 2015
2. ↑  Mikaela Åkerman (30 juli 2015). ”Nasa: Närmsta stenplaneten upptäckt”. Svenska dagbladet. http://www.svd.se/nasa-narmsta-stenplaneten-upptackt. Läst 16 augusti 2015.